# Grada
Grada Publishing je největší nakladatelství odborné literatury působící v České republice,  v roce 2022 bylo 3. největší mezi českými nakladateli vůbec. Působí také na Slovensku. Vzniklo roku 1991. Patří pod něj nakladatelské značky Grada, Cosmopolis, Bambook, Alferia a Metafora. Pokrývá široké spektrum odborné literatury z nejrůznějších oblastí lidské činnosti.[zdroj?]
V jeho produkci jsou tituly s právní tematikou, knihy ekonomické, tituly z oblasti financí a účetnictví, manažerské tituly, psychologické, zdravotnické, knihy s počítačovou tematikou, o architektuře a stavebnictví, knihy technické z nejrůznějších oborů a profesí. Tuto škálu doplňuje i naučně odborná literatura, která nabízí řadu publikací s velkým záběrem pro denní praktický život, např. sport a cestování.[zdroj?]
Jediným akcionářem společnosti Grada Publishing, a.s. je Roman Sviták.[zdroj?]